# Едлер
Едлер (на немски: Edler, [ˈeːdlɐ]) или Еделхер (на немски: Edlerherr) е бил до 1919 г. най-ниският благороднически ранг в Австро-Унгария и Германия, под ранга на фрайхер и барон, непосредствено под ранга на наследствен рицар, но над ранга на нетитулувани благородници, които са използвали само благородническата частица фон (на немски: von) между собственото и фамилното си име.
Титлата се присъждала главно в Бавария и Австрия от Късното средновековие до 1918 година (краят на монархията в Германия и Австрия).
Титлата „едлер“ се присъждала най-вече на държавни служители и военни офицери, както и на онези, на които е присъден нисък ранг на държавен орден за отличие. Съществителното име „едлер“ идва от прилагателното „едел“ („благ“, „благороден“) и в превод буквално означава „благороден [човек]“. В съответствие с правилата на немската граматика думата може да се появи и като Edle, Edlem или Edlen в зависимост от падежа, рода и числото.
Символ на този ранг на благородник е била корона с пет перли. Като форма на обръщение се използвало: „Ваше Високоблагородие“.
Първоначално, от Средновековието нататък, по време на феодалната система (в Европа и другаде), благородничеството обикновено е тази социална прослойка, която държи феод, често под формата на наследствена земя, обработвана от васали. За да се запази практиката на феодално именуване, дори в случаите, когато на държавни чиновници от по-висш ранг започват да им се присъждат благороднически титли в знак на признание за продължителна служба и/или за заслуги, както например между 18-и и началото на 20 век в Австро-Унгария (системна аристокрация) и във Франция (дворянство на мантиите, на различни езици относно ситуацията във Франция), старата практика на именуване и титулуване на благородниците според териториалният им произход е запазена като традиция.
Поради това, благородници, които не са притежавали земя, са били титулувани по формулата: Едлер фон АБВ; т.е. титлата „едлер“, последвана от немския предлог фон, който в този контекст е използван за означаване на благородство, но означаващ по принцип „от (някъде)“, а накрая се слага фамилното име или име на населено място. Примери:
- Хофман Едлер фон Хофманщал
- Роберт Едлер фон Музил
- Николаус Франц Нимбш Едлер фон Щреленау

Съпругата и дъщерите на един Едлер се наричани Едле.

## Съвременна употреба в немски фамилни имена и подреждане по азбучен ред
Титлата Едлер е забранена в Австрия от премахването на австрийската благородство през 1919 година. В Германия, когато германското благородство е лишено от привилегиите си съгласно член 109 от Ваймарската конституция през 1919 г., титлите се превръщат в лексикално променлива част от законното фамилно име.
Оттогава насам, думите Едле, Едлер фон и т.н. не се превеждат, тъй като те са загубили статута си на титли. При пътуване в чужбина, по-особено в съществуващи монархии, като например във Великобритания, титлите обаче се превеждат и използват като такива. В Германия, дори да са уж „просто“ обикновени части от името, то те все пак проявяват някои особени езикови характеристики – те се променят лексикално според рода, числото и падежа си – нещо, което е неприсъщо за обикновените имена; т.е. бившите благороднически титли все още се разпознават като такива според променливостта им.
Например: Немското фамилно име „Граф“, ако няма благороднически произход, няма да се променя, независимо от това дали го носи мъж, или жена. Пример за това е известната немска тенисистка Щефи Граф. Ако обаче фамилното име „Граф“ в миналото е било използвано като благородническа титла, то то ще се променя според рода: новородената дъщерята на мъж с името „Граф“ например ще се казва не като него „Граф“, ами „Грефин“ (на немски: Gräfin), означаващо „графиня“ – Графиня Ангелика Волфскийл фон Райхенберг (Angelika Gräfin Wolffskeel von Reichenberg).
В днешно време, титлите се появяват след собственото име, напр. Николаус Франц Едлер фон Щреленау, а не като титла пред името. Като променливи части от фамилните имена (nichtselbständige Namensbestandteile), титлите Едле, Едлер фон и др. се игнорират при подреждането на имена по азбучен ред, а съществената благородническа частица фон може да се използва, може и да не се използва.